# Хариусы
Ха́риусы (лат. Thymallus) — род рыб подсемейства хариусовых семейства лососевых отряда лососеобразных. Характерным признаком является большой спинной плавник, задняя часть которого у половозрелых самцов в сложенном состоянии достигает жирового, а иногда и основания хвостового плавников.

## Название
Русское слово «хариус» — заимствование из прибалтийско-финских языков, ср. фин. harjus «европейский хариус».

## Внешний вид
Согласно утверждению Л. П. Сабанеева, хариус имеет одну из самых красивых окрасок среди рыб водоёмов Голарктики. Рыба имеет однотонную тёмно-серую спину, по бокам тела некоторых видов разбросаны чёрные пятнышки различной формы.
У сибирского, байкальского, амурского, нижнеамурского и желтопятнистого хариусов над брюшными плавниками есть относительно крупное красноватое пятно. На брюшных плавниках имеются косые красно-бурые полосы, отливающие фиолетовым оттенком. Хвостовой и анальный плавники взрослых рыб красно-бордовые. Задняя часть спинного плавника самцов выше передней. У самок эта часть плавника меньше или такой же высоты. На нём хорошо заметны несколько горизонтальных рядов пятен красноватого цвета, от округлых до длинных в виде вертикальных полос бирюзового или фиолетового оттенков. Наиболее крупные особи (до 5—6 кг) отмечаются у монгольского и европейского хариусов. В высокогорных озёрах Сибири также известны карликовые формы, которые в течение всей жизни сохраняют мальковую окраску в виде тёмных поперечных полос по бокам тела.

## Образ жизни и питание
Хариус живёт в реках горного типа с чистой и холодной водой, а также олиготрофных озёрах, на высотах до 2000—2300 м над уровнем моря. Пищей служат организмы зообентоса: личинки ручейников, веснянок, подёнок, хирономид, их имаго, а в тёплое время года также и разнообразные воздушные насекомые. Некоторые виды хариусов могут поедать других рыб, а особо крупные особи — даже мелких грызунов.

## Ловля хариуса
Хариус ловится предпочтительно на мушку, на поплавочную снасть с наживкой (как правило, червь). Также ловится спиннингом на блесну.

## Виды и подвиды
- Почтовая марка СССР, 1966. Серия «Промысловые рыбы Байкала». Чёрный байкальский хариус (Thymallus arcticus baicalensis Dybowski, 1874).Thymallus arcticus — сибирский хариус[2]
  - Thymallus arcticus arcticus — западносибирский хариус
  - Thymallus arcticus baicalensis — чёрный байкальский хариус
  - Thymallus arcticus brevipinnis — белый байкальский хариус
  - Thymallus arcticus grubii — амурский хариус
  - Thymallus arcticus mertensii — камчатский хариус
  - Thymallus arcticus pallasi — восточносибирский хариус
  - Thymallus arcticus signifer — аляскинский хариус
- Thymallus brevirostris — монгольский хариус[2]
- Thymallus nigrescens — хубсугульский, или косогольский, хариус[3], иногда рассматривается как подвид сибирского хариуса Thymallus arcticus nigrescens
- Thymallus svetovidovi — верхнеенисейский хариус, или хариус Световидова[4]
- Thymallus thymallus — европейский хариус[2]typus
- Thymallus tugarinae
- Thymallus yaluensis